# Ебрайхсдорф
Ебрайхсдорф (на немски: Ebreichsdorf) е град в Австрия, провинция Долна Австрия, окръг Баден. Според Националната статистическа служба на Република Австрия през 2015 г. градът има 10 475 жители.

## Личности

### Родени в града
- Ула Вайгерщорф (1967) – австрийска Мис Свят и политик
- Ида Кротендорф (1927 – 1988) – австрийска актьорка